# Maurice Lauze
Pour les articles homonymes, voir Lauze.
Maurice Lauze, né le 1er septembre 1922 à Draâ El Mizan en Algérie française et mort le 28 avril 2017 à Istres,, est un coureur cycliste français. 

## Biographie
Il participe au Tour de France 1948 avec l'équipe régionale du Sud-Est.

## Palmarès et résultats

### Par année
- 1946
  - 2e du Grand Prix du Faisan d'Or[3]
- 1948
  - 3e du Grand Prix des Halles d'Alger[3]
- 1953
  - 3e des Six Nuits d'Alger (avec Georges Senfftleben)

### Résultats sur les grands tours

#### Tour de France
1 participation
- 1948 : éliminé (6e étape)